# Åtvidaberg FF

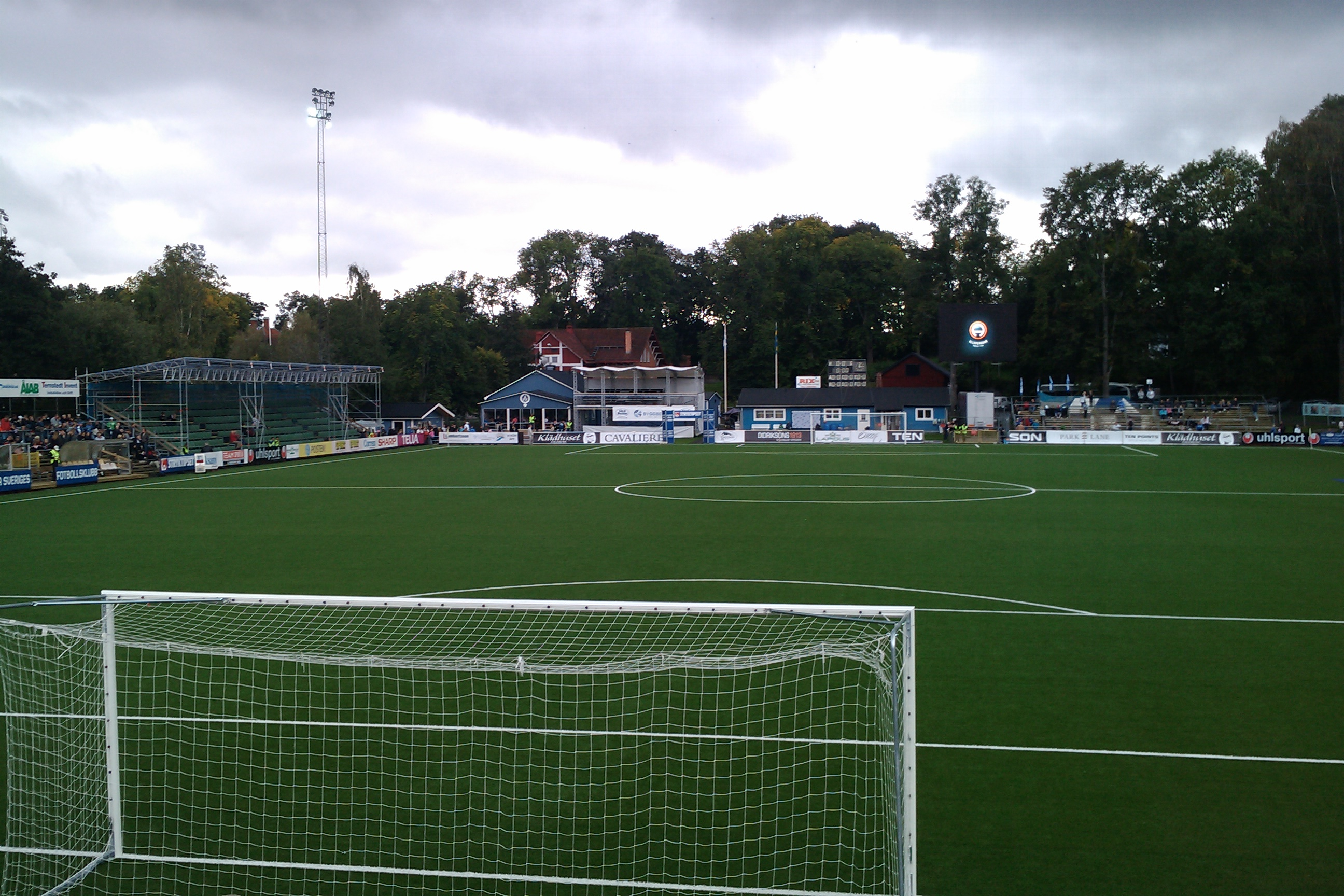
Kopparvallen Stadion

Az Åtvidaberg FF, teljes nevén Åtvidabergs Fotbollförening egy svéd labdarúgócsapat, Åtvidaberg városában. Jelenleg az svéd első osztályban szerepel.
A svéd labdarúgó-bajnokságot (Allsvenskan) 2, és a svéd kupát szintén 2 alkalommal nyerte meg.
Hazai mérkőzéseiket a 7200 fő befogadására alkalmas Kopparvallen stadionban játsszák. A legtöbb néző egy IFK Norrköping elleni mérkőzésen volt 1968-ban (11200).

## Története
A klubot 1907. július 1-én alapították. Legsikeresebb időszakát 1970-es években élte a csapat. Ekkor Ralf Edström vezérletével 2 bajnoki címet és 2 kupagyőzelmet szerzett. Az első bajnoki címét 1972-ben szerezte. A következő szezonban pedig sikerült megvédenie a címét. A svéd kupát 1970-ben és 1971-ben sikerült elhódítania.
A 2005-ös kupadöntőbe bejutott, de ott 2–0-s vereséget szenvedett a Djurgårdens IF ellen. Ennek ellenére indulhatott a 2006–2007-es UEFA-kupában, ahol luxemburgi Etzella Ettelbruckot 3–0 és 4–0 arányban búcsúztatta. Majd a norvég Brann ellen idegenben lőtt több góllal jutott tovább. A Grasshoppers már túl nagy falatnak bizonyult és összesítésben 8–0-s vereség lett a vége.
A 2011-es szezonban bajnoki címet szerzett a Superettanban, így kiharcolta a feljutást.

## Jelenlegi keret
2012. január 1. szerint.
| #  |        | Poszt | Név                          |
| -- | ------ | ----- | ---------------------------- |
| 1  | svéd   | K     | Henrik Gustavsson (kapitány) |
| 3  | svéd   | V     | Erik Moberg                  |
| 5  | svéd   | V     | Daniel Hallingström          |
| 7  | svéd   | KP    | Kristian Bergström           |
| 8  | svéd   | CS    | Viktor Prodell               |
| 9  | svéd   | CS    | Christoffer Karlsson         |
| 12 | Brazil | KP    | Bruno Manoel Marinho         |
| 13 | Brazil | V     | Álberis da Silva             |
| 15 | svéd   | KP    | Emil Herge                   |
| 17 | svéd   | CS    | Oscar Möller                 |

| #  |         | Poszt | Név              |
| -- | ------- | ----- | ---------------- |
| 18 | svéd    | V     | Jesper Arvidsson |
| 19 | svéd    | KP    | Amir Suljić      |
| 20 | svéd    | K     | Gustav Jansson   |
| 22 | svéd    | CS    | Magnus Eriksson  |
| 23 | svéd    | V     | Anton Tinnerholm |
| —  | Albánia | KP    | Petrit Zhubi     |
| —  | svéd    | V     | Tom Pettersson   |
| —  | svéd    | CS    | Mattias Mete     |
| —  | svéd    | KP    | Tobias Nilsson   |

## Sikerek
- Allsvenskan:
  - 1. hely (2): (1972, 1973)
  - 2. hely (2): (1970, 1971)
- Superettan
  - 1. hely (1): (2011)
  - 2. hely (1): (2009)
- Svenska Cupen:
  - 1. hely (2): (1969–1970, 1970–1971)
  - 2. hely (4): (1946, 1972–1973, 1978–1979, 2005)

## Európai kupákban való szereplés
| Szezon  | Versenykiírás               | Forduló         | Nemzet            | Ellenfél              | Eredmények      |
| ------- | --------------------------- | --------------- | ----------------- | --------------------- | --------------- |
| 1973–74 | BEK                         | 1. kör          | NSZK              | Bayern München        | 1–3, 3–1 (4–4)1 |
| 1974–75 | BEK                         | 1. kör          | Román 1965-1989   | Universitatea Craiova | 1–2, 3–1 (4–3)  |
|         |                             | 2. kör          | Finn              | HJK                   | 3–0, 1–0 (4–0)  |
|         |                             | Negyeddöntő     | spanyol 1945-1977 | FC Barcelona          | 0–2, 0–3 (0–5)  |
| 1970–71 | Kupagyőztesek Európa-kupája | Selejtező       | Albánia           | FK Partizani          | 1–1, 0–2 (1–3)  |
| 1971–72 | Kupagyőztesek Európa-kupája | 1. kör          | POL               | Zagłębie Sosnowiec    | 4–3, 1–1 (5–4)  |
|         |                             | 2. kör          | ENG               | Chelsea FC            | 0–0, 3–1 (1–1)2 |
|         |                             | 3. kör          | NDK               | Dynamo Berlin         | 0–2, 2–2 (2–4)  |
| 2006–07 | UEFA-kupa                   | 1. Selejtezőkör | LUX               | Etzella Ettelbruck    | 4–0, 3–0 (7–0)  |
|         |                             | 2. selejtezőkör | NOR               | SK Brann              | 3–3, 1–1 (4–4)3 |
|         |                             | 1. kör          | SWI               | Grasshoppers          | 0–3, 0–5 (0–8)  |

1 A Bayern jutott a következő körbe, miután 4–3-ra megnyerte a büntetőpárbajt.
2 Idegenben lőtt gól.
3 Idegenben lőtt több gól.

## Külső hivatkozások
- Hivatalos weboldal
- Szurkolói oldal